# Louis Guillard (football)
Louis Guillard est un footballeur français des années 1920. 

## Biographie
Louis Guillard joue pour l'US Quevilly notamment en 1927 où le club perd en finale de la Coupe de France de football face à l'Olympique de Marseille.

## Palmarès
- Finaliste de la Coupe de France de football en 1927[3]